# Mont Tekari
Le mont Tekari (光岳, Tekari-dake) fait partie des monts Akaishi, à la limite des préfectures de Nagano et Shizuoka au Japon. C'est le plus méridional des monts Akaishi et la montagne de plus de 2 500 m la plus méridionale au Japon.
Le sommet de la montagne dépasse juste la limite des arbres et des pins nains de Sibérie et autres plantes alpines peuvent être trouvés sur sa face sud. Cette montagne est d'ailleurs le point le plus méridional au monde où des pins nains de Sibérie peuvent être trouvés.
L'astéroïde (40994) Tekaridake est nommé en son honneur.